# Fastiv
Fastiv (în ucraineană Фастів) este oraș regional în regiunea Kiev, Ucraina. Deși subordonat direct regiunii, orașul este și reședința raionului Fastiv. 

## Demografie
Componența lingvistică a orașului Fastiv
     Ucraineană (90,83%)
     Rusă (8,61%)
     Alte limbi (0,26%)
Conform recensământului din 2001, majoritatea populației orașului Fastiv era vorbitoare de ucraineană (90,83%), existând în minoritate și vorbitori de rusă (8,61%).

## Istoric
Marele Ducat al Lituaniei 1390–1569

 Uniunea statală polono-lituaniană 1569–1793

 Imperiul Rus 1793–1917

 RSS Ucraineană 1920–1922

 Uniunea Sovietică 1922–1941

 Imperiul German (ocupația) 1941–1944

 Uniunea Sovietică 1944–1991

 Ucraina 1991–prezent 

## Galerie de imagini

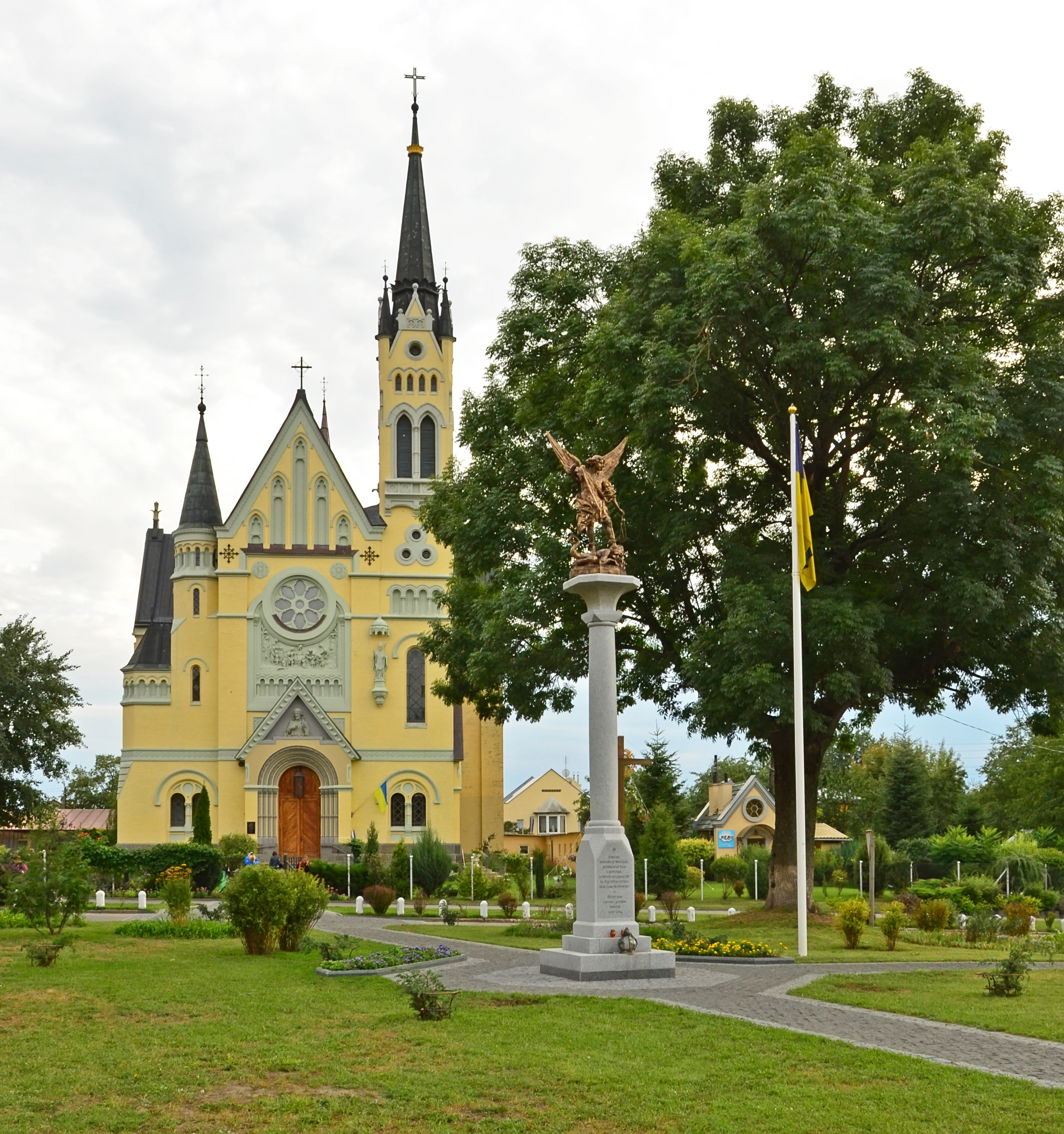
Biserica Catolică
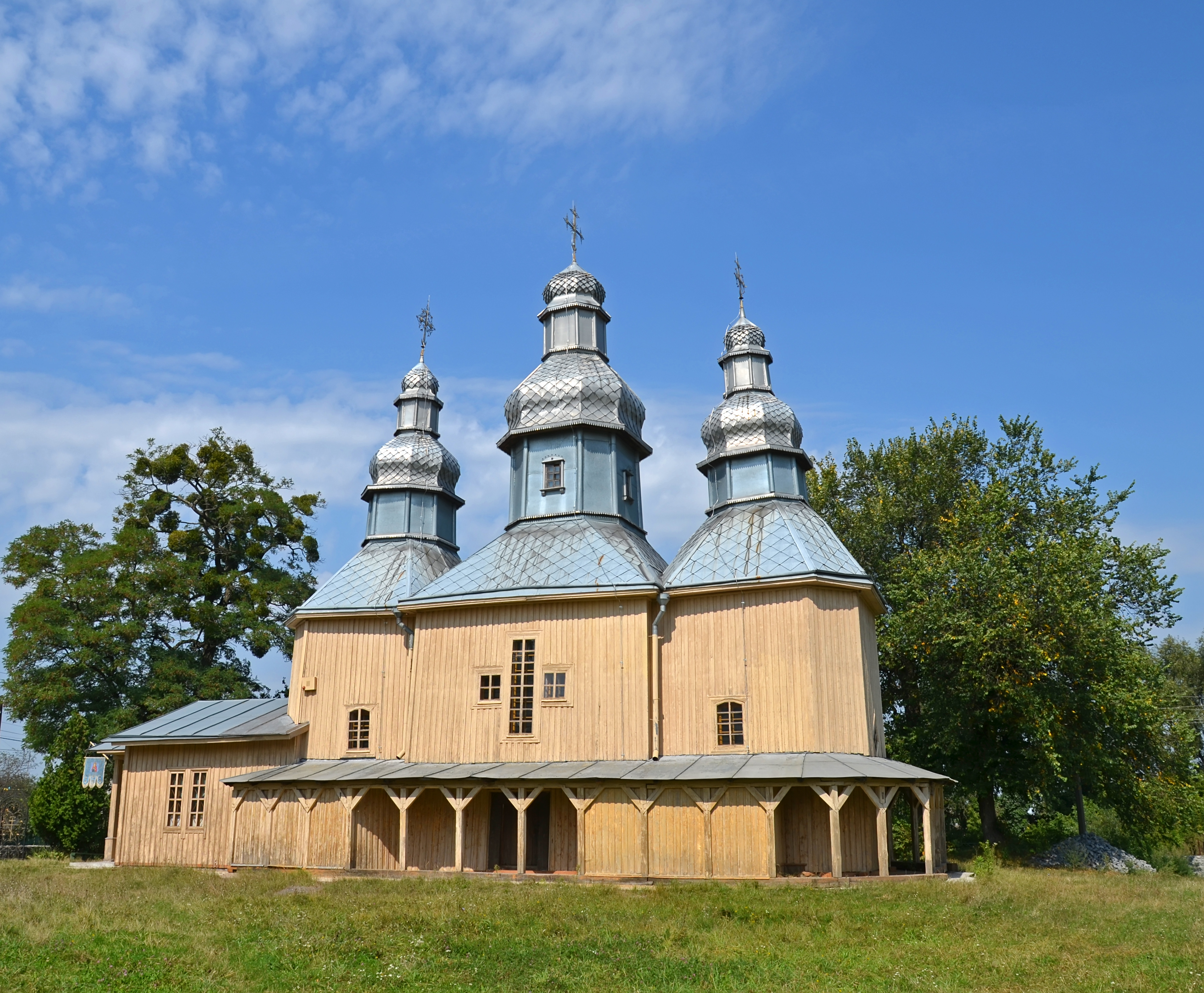
Biserica Ortodoxă
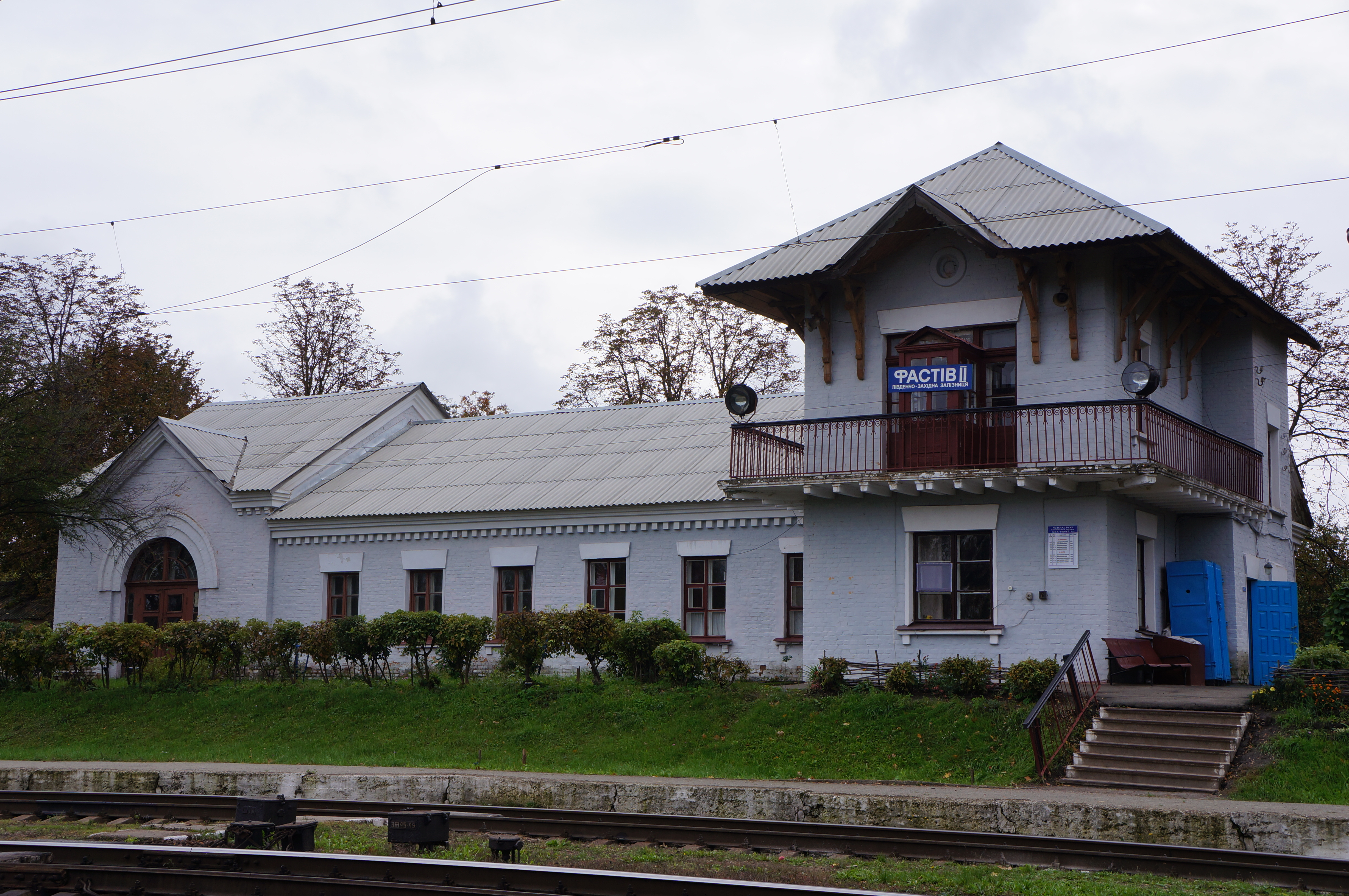
Gară Fastiv II
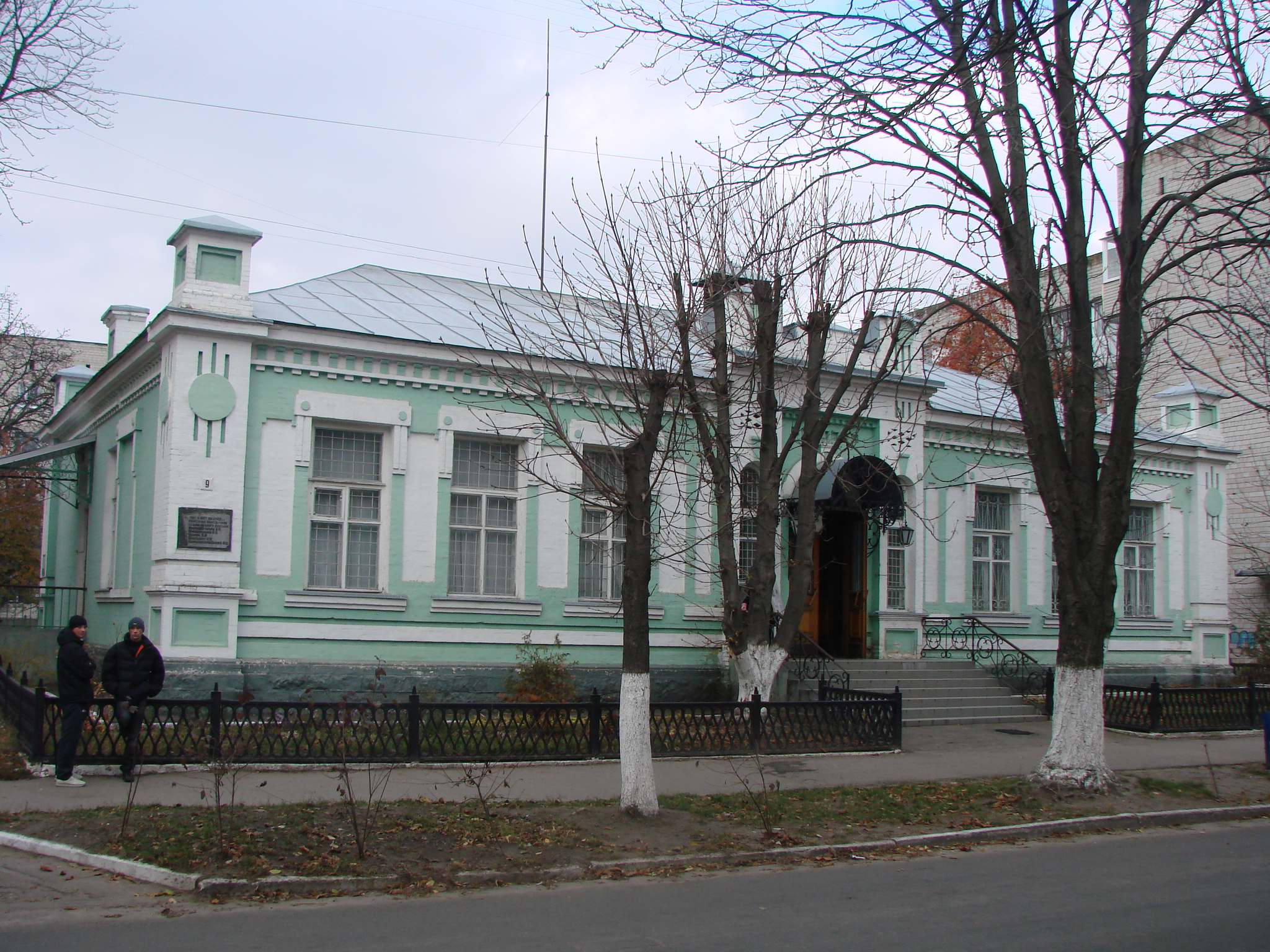
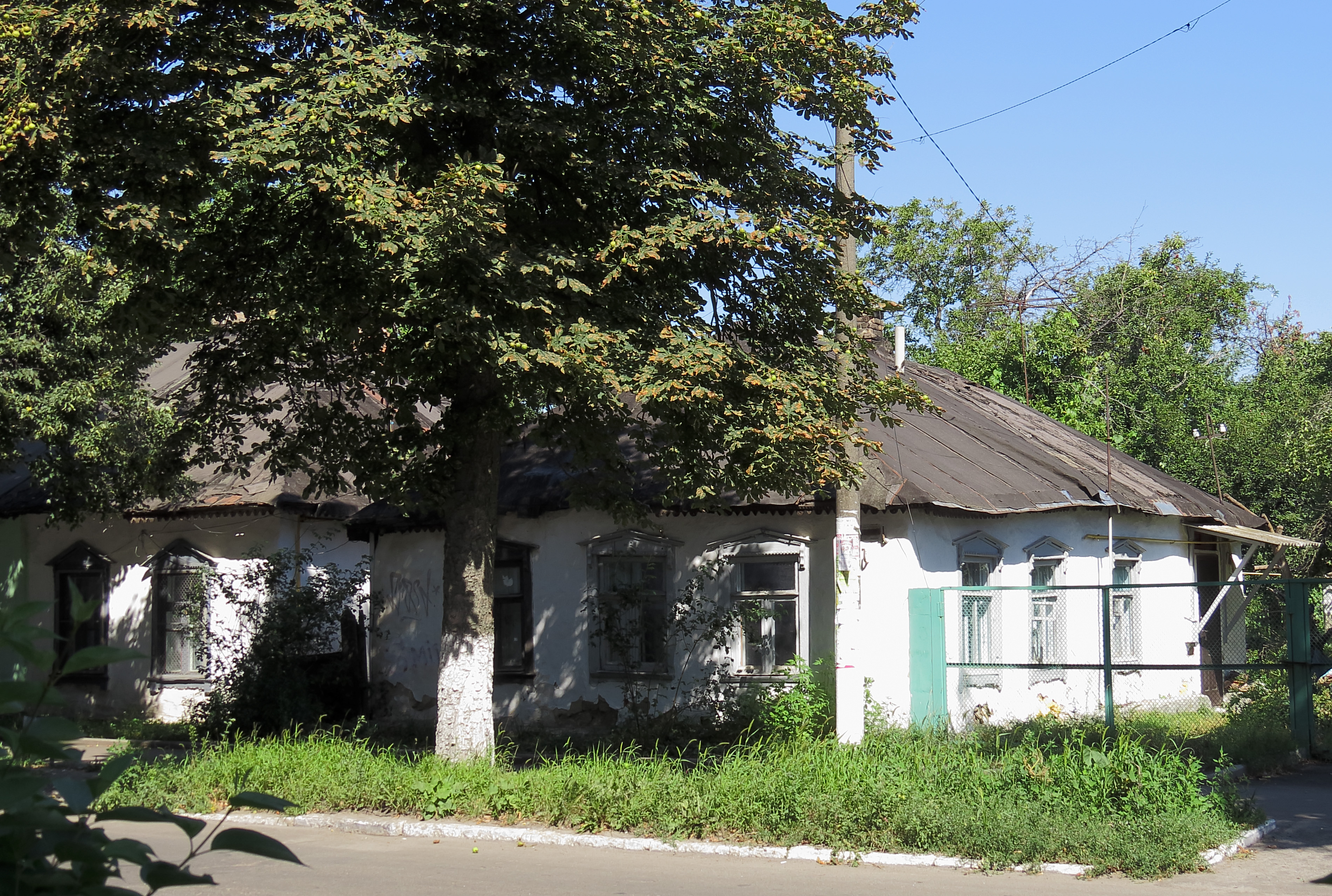